# Ermenegildo Rossi
Ermenegildo Rossi (* 27. November 1827 in Sessa; † 5. Januar 1895 in Lugano) war ein Schweizer Anwalt, Publizist, Politiker und Tessiner Grossrat, Staatsrat und Ständerat der Christlichdemokratischen Volkspartei (CVP).

## Leben
Ermenegildo Rossi wurde als Sohn des Grundbesitzers und Anwalt Pietro Rossi von Sessa und seiner Frau Rosa Trevioli geboren. Er studierte Rechtswissenschaften an der Universität Genf (1850) und an der Universität Pavia und promovierte 1852. Er kehrte nach Lugano zurück und wirkte als Rechtsanwalt und Notar von 1855 bis 1883. Im Jahr 1862 heiratete er Caterina geborene Riva aus Lugano. Von 1883 bis 1895 war er Richter am Appellationsgericht (Präsident 1887 bis 1892).
Als wichtiges Mitglied der Liberal-konservative Partei wurde er Tessiner Grossrat von 1867 bis 1869 und von 1875 bis 1877, (Präsident 1877), zweimal Staatsrat von 1869 bis 1873 und von 1877 bis 1882 und Ständerat von 1875 bis 1877. Von 1877 bis 1895 war er auch Mitglied des Verwaltungsrates der Gotthardbahn. Im Jahr 1858 veröffentlichte er juristische Publikationen und die italienische Übersetzung der Histoire de la Nation suisse von Alexandre Daguet.